# 池田純一 (コンサルタント)
池田 純一（いけだ じゅんいち、1965年7月31日 - ）は、静岡県出身のコンサルタント。デザイン・シンカー。FERMAT Inc.代表。

## 略歴
コロンビア大学国際公共政策大学院公共政策・経営学修了（MPA）。早稲田大学大学院理工学研究科情報数理工学専攻修士課程修了。
電通総研、電通にてコンサルティング。
コミュニケーション分野を専門とするFERMAT.Incを設立。

## 著作活動
『新潮』にて、「アメリカン・スケッチ2・0」を連載
『WIRED』日本版のウェブサイトにて、2016年の米大統領選について論考する「SUPER ELECTION」を連載

### 著書
- 『ウェブ・ソーシャル・アメリカ』（講談社現代新書）

インターネット社会を、時にはカウンターカルチャー華やかなりし1960年代、時には19世紀のエマソンらのアメリカン・ルネサンスやトクヴィル訪米などにまで遡って考察する。
- ウェブ文明論　（新潮選書）

- デザインするテクノロジー　（青土社）

### 寄稿
- 90年代アメリカ映画100 　大場正明・監修